# Épuisement (chimie)
L’épuisement (ou parfois appauvrissement) est, en chimie, le fait d'extraire un composé d'intérêt (par exemple une huile essentielle) d'une matrice (par exemple une gousse de vanille). Cette extraction peut se faire par différentes techniques : 
- Extraction au gaz
- Extraction solide-liquide

La matrice ainsi traitée est ensuite dite « épuisée » : elle peut néanmoins souvent être valorisée industriellement (par exemple, les gousses de vanille épuisées restent vendues comme « vanille »). 